# 1981年
1981年（1981 ねん）は、西暦（グレゴリオ暦）による、木曜日から始まる平年。昭和56年。
この項目では、国際的な視点に基づいた1981年について記載する。

## 他の紀年法
- 干支：辛酉（かのと とり）
- 日本（月日は一致）
  - 昭和56年
  - 皇紀2641年
- 大韓民国（月日は一致）
  - 檀紀4314年
- 中華民国（月日は一致）
  - 中華民国70年
- 朝鮮民主主義人民共和国（月日は一致）
  - 主体70年
- 仏滅紀元：2523年 - 2524年
- イスラム暦：1401年2月24日 - 1402年3月4日
- ユダヤ暦：5741年4月25日 - 5742年4月5日
- Unix Time：347155200 - 378691199
- 修正ユリウス日 (MJD)：44605 - 44969
- リリウス日 (LD)：145446 - 145810

※主体暦は、朝鮮民主主義人民共和国で1997年に制定された。

## カレンダー
| 1月 |    |    |    |    |    |    |
| 日  | 月 | 火 | 水 | 木 | 金 | 土 |
|     |    |    |    | 1  | 2  | 3  |
| 4   | 5  | 6  | 7  | 8  | 9  | 10 |
| 11  | 12 | 13 | 14 | 15 | 16 | 17 |
| 18  | 19 | 20 | 21 | 22 | 23 | 24 |
| 25  | 26 | 27 | 28 | 29 | 30 | 31 |
|     |    |    |    |    |    |    |

| 2月 |    |    |    |    |    |    |
| 日  | 月 | 火 | 水 | 木 | 金 | 土 |
| 1   | 2  | 3  | 4  | 5  | 6  | 7  |
| 8   | 9  | 10 | 11 | 12 | 13 | 14 |
| 15  | 16 | 17 | 18 | 19 | 20 | 21 |
| 22  | 23 | 24 | 25 | 26 | 27 | 28 |
|     |    |    |    |    |    |    |

| 3月 |    |    |    |    |    |    |
| 日  | 月 | 火 | 水 | 木 | 金 | 土 |
| 1   | 2  | 3  | 4  | 5  | 6  | 7  |
| 8   | 9  | 10 | 11 | 12 | 13 | 14 |
| 15  | 16 | 17 | 18 | 19 | 20 | 21 |
| 22  | 23 | 24 | 25 | 26 | 27 | 28 |
| 29  | 30 | 31 |    |    |    |    |
|     |    |    |    |    |    |    |

| 4月 |    |    |    |    |    |    |
| 日  | 月 | 火 | 水 | 木 | 金 | 土 |
|     |    |    | 1  | 2  | 3  | 4  |
| 5   | 6  | 7  | 8  | 9  | 10 | 11 |
| 12  | 13 | 14 | 15 | 16 | 17 | 18 |
| 19  | 20 | 21 | 22 | 23 | 24 | 25 |
| 26  | 27 | 28 | 29 | 30 |    |    |
|     |    |    |    |    |    |    |

| 5月 |    |    |    |    |    |    |
| 日  | 月 | 火 | 水 | 木 | 金 | 土 |
|     |    |    |    |    | 1  | 2  |
| 3   | 4  | 5  | 6  | 7  | 8  | 9  |
| 10  | 11 | 12 | 13 | 14 | 15 | 16 |
| 17  | 18 | 19 | 20 | 21 | 22 | 23 |
| 24  | 25 | 26 | 27 | 28 | 29 | 30 |
| 31  |    |    |    |    |    |    |
|     |    |    |    |    |    |    |

| 6月 |    |    |    |    |    |    |
| 日  | 月 | 火 | 水 | 木 | 金 | 土 |
|     | 1  | 2  | 3  | 4  | 5  | 6  |
| 7   | 8  | 9  | 10 | 11 | 12 | 13 |
| 14  | 15 | 16 | 17 | 18 | 19 | 20 |
| 21  | 22 | 23 | 24 | 25 | 26 | 27 |
| 28  | 29 | 30 |    |    |    |    |
|     |    |    |    |    |    |    |

| 7月 |    |    |    |    |    |    |
| 日  | 月 | 火 | 水 | 木 | 金 | 土 |
|     |    |    | 1  | 2  | 3  | 4  |
| 5   | 6  | 7  | 8  | 9  | 10 | 11 |
| 12  | 13 | 14 | 15 | 16 | 17 | 18 |
| 19  | 20 | 21 | 22 | 23 | 24 | 25 |
| 26  | 27 | 28 | 29 | 30 | 31 |    |
|     |    |    |    |    |    |    |

| 8月 |    |    |    |    |    |    |
| 日  | 月 | 火 | 水 | 木 | 金 | 土 |
|     |    |    |    |    |    | 1  |
| 2   | 3  | 4  | 5  | 6  | 7  | 8  |
| 9   | 10 | 11 | 12 | 13 | 14 | 15 |
| 16  | 17 | 18 | 19 | 20 | 21 | 22 |
| 23  | 24 | 25 | 26 | 27 | 28 | 29 |
| 30  | 31 |    |    |    |    |    |
|     |    |    |    |    |    |    |

| 9月 |    |    |    |    |    |    |
| 日  | 月 | 火 | 水 | 木 | 金 | 土 |
|     |    | 1  | 2  | 3  | 4  | 5  |
| 6   | 7  | 8  | 9  | 10 | 11 | 12 |
| 13  | 14 | 15 | 16 | 17 | 18 | 19 |
| 20  | 21 | 22 | 23 | 24 | 25 | 26 |
| 27  | 28 | 29 | 30 |    |    |    |
|     |    |    |    |    |    |    |

| 10月 |    |    |    |    |    |    |
| 日   | 月 | 火 | 水 | 木 | 金 | 土 |
|      |    |    |    | 1  | 2  | 3  |
| 4    | 5  | 6  | 7  | 8  | 9  | 10 |
| 11   | 12 | 13 | 14 | 15 | 16 | 17 |
| 18   | 19 | 20 | 21 | 22 | 23 | 24 |
| 25   | 26 | 27 | 28 | 29 | 30 | 31 |
|      |    |    |    |    |    |    |

| 11月 |    |    |    |    |    |    |
| 日   | 月 | 火 | 水 | 木 | 金 | 土 |
| 1    | 2  | 3  | 4  | 5  | 6  | 7  |
| 8    | 9  | 10 | 11 | 12 | 13 | 14 |
| 15   | 16 | 17 | 18 | 19 | 20 | 21 |
| 22   | 23 | 24 | 25 | 26 | 27 | 28 |
| 29   | 30 |    |    |    |    |    |
|      |    |    |    |    |    |    |

| 12月 |    |    |    |    |    |    |
| 日   | 月 | 火 | 水 | 木 | 金 | 土 |
|      |    | 1  | 2  | 3  | 4  | 5  |
| 6    | 7  | 8  | 9  | 10 | 11 | 12 |
| 13   | 14 | 15 | 16 | 17 | 18 | 19 |
| 20   | 21 | 22 | 23 | 24 | 25 | 26 |
| 27   | 28 | 29 | 30 | 31 |    |    |
|      |    |    |    |    |    |    |

## できごと

### 1月
- 1月1日
  - ギリシャが欧州諸共同体 (EC) に加盟。
  - パラオが自治領となる。
- 1月19日 - イラン政府、1979年11月4日以来約14ヶ月間にわたって拘束したアメリカ人兵士52人を釈放することに合意（翌日、444日ぶりに解放される）。
- 1月20日 - ロナルド・レーガンが、ジミー・カーターの後継として第40代アメリカ合衆国大統領に就任。
- 1月25日 - 中華人民共和国元最高指導者毛沢東の妻江青に対し、死刑判決が下る。

### 2月
- 2月4日 - グロ・ハーレム・ブルントラントがノルウェーの首相に就任。
- 2月18日 - レーガン米大統領が経済再建計画（レーガノミクス）を発表。

### 3月
- 3月20日 - 神戸市でポートピア'81が開幕。
- 3月29日 - 第1回ロンドンマラソン開催。
- 3月6日 - 西ドイツのリューベックで、7歳の少女を殺害した殺人犯を少女の母親が法廷で射殺する事件が発生する。
- 3月30日 - レーガン米大統領がワシントンD.C.の路上で銃で胸を撃たれ重傷。

### 4月
- 4月12日 - スペースシャトル・コロンビアが初のスペースシャトルミッションで打ち上げ。

### 5月
- 5月10日 - 仏大統領選挙でミッテランがジスカール・デスタンを破り当選（21日就任）。
- 5月13日 - ヨハネ・パウロ2世暗殺未遂事件（英語版）
- 5月23日 - 中国陝西省で日本国外では既に絶滅したと思われていた野生のトキ7羽が発見される。
- 5月25日 - アラブ首長国連邦、オマーン、カタール、クウェート、サウジアラビア、バーレーンの6ヶ国がサウジアラビアのリヤドで会合、湾岸協力会議創設。

### 6月
- 6月5日 - アメリカ疾病予防管理センター、ロサンゼルス在住の同性愛者5人が、免疫システムが低下した場合のみに発生するカリニ肺炎を発症したことを発表。最初のAIDS患者発見例。
- 6月7日 - イスラエルがイラク・フセイン政権下で建設が進められていた原子炉を爆撃（イラク原子炉爆撃事件）。
- 6月10日 - マハティール・ビン・モハマドがマレーシア首相となる。
- 6月12日 - メジャーリーグベースボールで選手がストライキ突入。8月9日のMLBオールスターゲーム直前まで継続、年間試合数の3分の1以上が中止となる。
- 6月29日 - 中国共産党第11期6中全会で文化大革命が完全否定される（「建国以来の党の若干の歴史問題についての決議」採択）。

### 7月
- 7月3日 - ニューヨーク・タイムズ紙が、同性愛者から“原因不明の癌”を発見と報道。エイズの発見。
- 7月20日 - 第7回サミットがオタワで開催される（ - 21日）。
- 7月27日 - アメリカ映画監督のウィリアム・ワイラーが心臓麻痺で急死。（代表作：ローマの休日、ベン・ハー）
- 7月29日 -　スペンサー伯爵令嬢ダイアナ、英国王太子チャールズ（のちのチャールズ3世）と結婚。

### 8月
- 8月12日 - IBMがマイクロソフトのDOS（ディスク・オペレーティング・システム）搭載の「IBM PC」を発表。
- 8月22日 - 台湾で遠東航空機墜落事故が発生（遠東航空103便墜落事故）、作家の向田邦子が事故死した。
- 8月28日 - 南アフリカ共和国軍、アンゴラ侵攻。

### 9月
- 9月18日 - フランス、死刑を廃止。
- 9月21日 - ベリーズ独立。
- 9月27日 - フランス・パリ〜リヨン間で、高速鉄道TGV運行開始。
- 9月30日 - 第24回夏季五輪（1988年）の開催地がソウルに決定。

### 10月
- 10月6日 - エジプト・サダト大統領暗殺（英語版）。10月14日に、ムバラク副大統領が後継大統領に就任。

### 11月
- 11月1日 - アンティグア・バーブーダがイギリスから独立。
- 11月29日 - 映画『ブレインストーム』の撮影中のボートの転覆事故により、ナタリー・ウッドが43歳で水死。

### 12月
- 12月1日 - フランス・コルシカ島のアジャクシオ空港で、ユーゴスラビア航空のDC-9型機が墜落、乗客乗員178名が死亡。
- 12月11日 - エルサルバドルで、ゲリラに対する抗議運動を行っていた市民900人が軍隊によって殺害される。
- 12月13日 - ヴォイチェフ・ヤルゼルスキポーランド首相、独立自主管理労働組合「連帯」による共産主義政権反対運動を牽制するため戒厳令施行。
- 12月31日 - ガーナでクーデター発生。

### 日付不詳
- 日付不詳 - 国際年、国際障害者年
- 日付不詳 - 科学雑誌「ネイチャー」にイギリスのケンブリッジ大学が世界で初めて「ES細胞」の作成に成功したことが報じられる（作成したのはマウスのもの）。

## 芸術・文化

### 音楽
- ローリング・ストーンズ「スタート・ミー・アップ」
- ドン・マクリーン「クライング」
- スティーヴ・ウィンウッド[1]「ユー・シー・ア・チャンス」
- ルル「思い出のかけら」
- スモーキー・ロビンソン「ビーイング・ウィズ・ユー」
- レイクサイド「ファンタスティック・ヴォヤージ」
- レイ・パーカー・ジュニア「ウーマン・ニーズ・ラブ」

### 映画
- ブリキの太鼓
- 愛と哀しみのボレロ

## スポーツ
- ボクシング
- 競馬
- 野球
  - ワールド・シリーズ

- モータースポーツ
  - F1世界選手権
    - ドライバーズ・チャンピオン ネルソン・ピケ

  - ロードレース世界選手権
    - 500cc マルコ・ルッキネリ

## 誕生

### 1月
- 1月1日 - ヤシン・アブデサドキ、サッカー選手
- 1月1日 - ゾルト・バウムガルトナー、レーシングドライバー
- 1月1日 - ムラデン・ペトリッチ、サッカー選手
- 1月2日 - カーク・ハインリック、バスケットボール選手
- 1月2日 - マキシ・ロドリゲス、サッカー選手
- 1月2日 - ライアン・ガーコ、メジャーリーガー
- 1月3日 - イーライ・マニング、アメリカンフットボール選手
- 1月4日 - 園村健介、映画監督、アクション監督
- 1月5日 - デッドマウス、DJ
- 1月6日 - 坂井恭子、声優
- 1月6日 - ジェレミー・レニエ、俳優
- 1月7日 - マーキス・ダニエルズ、バスケットボール選手
- 1月7日 - マリオ・キアリーニ、プロ野球選手
- 1月8日 - ジェフ・フランシス、メジャーリーガー
- 1月8日 - マシュー・ヨスト、フィギュアスケート選手
- 1月9日 - エウゼビウシュ・スモラレク、サッカー選手
- 1月13日 - 高橋裕二郎、元レスリング選手、プロレスラー
- 1月13日 - ダレル・ラズナー、プロ野球選手
- 1月13日 - ホセ・カペラン、プロ野球選手
- 1月14日 - 新山千春、タレント
- 1月15日 - エル＝ハッジ・ディウフ、サッカー選手
- 1月15日 - ピットブル、ラッパー
- 1月16日 - 淡路谷慶子、声優
- 1月18日 - 徐銘、フィギュアスケート選手
- 1月18日 - 宋倫、フィギュアスケート選手
- 1月18日 - ブランドン・フェイヒー、メジャーリーガー
- 1月19日 - ルイス・ゴンサレス、サッカー選手
- 1月20日 - オーウェン・ハーグリーヴス、サッカー選手
- 1月20日 - ジェイソン・リチャードソン、バスケットボール選手
- 1月21日 - ウィル・レデズマ、メジャーリーガー
- 1月21日 - 貝原怜奈、声優
- 1月25日 - アリシア・キーズ、歌手
- 1月25日 - 許竹見、野球選手
- 1月25日 - アルトゥール・モラエス、サッカー選手
- 1月26日 - 郭玄和（朝鮮語版）、女優
- 1月26日 - グスターボ・ドゥダメル、指揮者
- 1月26日 - フアン・ホセ・アエド、自転車競技（ロードレース）選手
- 1月26日 - ホセ・デ・ヘスス・コロナ、サッカー選手
- 1月27日 - アリシア・モリク、テニス選手
- 1月28日 - イライジャ・ウッド、俳優
- 1月28日 - ダグ・ウェクター、メジャーリーガー
- 1月28日 - 星野源、俳優、歌手、文筆家
- 1月30日 - アフォンソ・アウヴェス・マルチンス・ジュニオール、サッカー選手
- 1月30日 - 樋口智恵子、声優
- 1月30日 - ジョナサン・ベンダー、バスケットボール選手
- 1月30日 - ディミタール・ベルバトフ、サッカー選手/
- 1月31日 - ジャスティン・ティンバーレイク、ミュージシャン

### 2月
- 2月1日 - フェデリカ・ファイエラ、フィギュアスケート選手
- 2月4日 - ジェイソン・カポノ、バスケットボール選手
- 2月4日 - トム・マストニー、プロ野球選手
- 2月5日 - イ・オン、韓国の俳優（+ 2008年）
- 2月7日 - セス・マクラング、メジャーリーガー
- 2月9日 - 関本大介、プロレスラー
- 2月11日 - アリツ・アドゥリス、サッカー選手
- 2月12日 - クリス・スナイダー、メジャーリーガー
- 2月12日 - チョン・ミソン、韓国のアナウンサー
- 2月13日 - 鄭載福、韓国のプロ野球選手
- 2月13日 - ルーク・リドナー、バスケットボール選手
- 2月16日 - ジェリー・オーウェンス、メジャーリーガー
- 2月16日 - セルジオ・ミトレ、メジャーリーガー
- 2月16日 - ロドリゴ宮本、元プロ野球選手
- 2月17日 - パリス・ヒルトン、ファッションモデル・デザイナー・俳優
- 2月17日 - ベルンハルト・アイゼル、自転車競技（ロードレース）選手
- 2月18日 - アレックス・リオス、メジャーリーガー
- 2月18日 - アンドレイ・キリレンコ、バスケットボール選手
- 2月20日 - クリス・シーリ、マンドリン奏者
- 2月21日 - アダム・グリーンバーグ、メジャーリーガー
- 2月21日 - 要潤、俳優、タレント
- 2月21日 - 和田毅、プロ野球選手
- 2月22日 - 井口祐一、声優
- 2月23日 - ギャレス・バリー、サッカー選手
- 2月23日 - ジョシュ・ギャッド、俳優
- 2月23日 - 中原麻衣、声優
- 2月23日 - ホセ・アンヘル・ガルシア、野球選手
- 2月24日 - レイトン・ヒューイット、テニス選手
- 2月25日 - 朴智星、サッカー選手
- 2月28日 - ブライアン・バニスター、メジャーリーガー

### 3月
- 3月1日 - ジェシカ・ミラー、フィギュアスケート選手
- 3月3日 - 沈鈺傑、野球選手
- 3月5日 - 忍成修吾、俳優
- 3月7日 - カンガ・アカレ、サッカー選手
- 3月9日 - リッキー・バレット、プロ野球選手
- 3月10日 - サミュエル・エトオ、サッカー選手
- 3月11日 - 潘武雄、野球選手
- 3月12日 - KENTA、プロレスラー
- 3月12日 - 斎藤千和、声優
- 3月13日 - マイク・アビレス、メジャーリーガー
- 3月14日 - ボビー・ジェンクス、メジャーリーガー
- 3月16日 - カーティス・グランダーソン、メジャーリーガー
- 3月16日 - チェ・ミンソ、女優
- 3月17日 - カイル・コーバー、バスケットボール選手
- 3月17日 - ユリア・ソルダトワ、フィギュアスケート選手
- 3月18日 - ファビアン・カンチェラーラ、自転車選手
- 3月19日 - キム・レウォン、俳優
- 3月19日 - コロ・トゥーレ、サッカー選手
- 3月19日 - ホセ・カスティーヨ、プロ野球選手
- 3月20日 - 高崧、フィギュアスケート選手
- 3月22日 - ジェーニャ、声優、歌手
- 3月23日 - トニー・ペーニャ・ジュニア、メジャーリーガー
- 3月24日 - ダーク・ヘイハースト、メジャーリーガー
- 3月25日 - 阿部敦、声優
- 3月25日 - 陽森、野球選手
- 3月25日 - 林恩宇、プロ野球選手
- 3月26日 - 清水愛、声優
- 3月26日 - ジョシュ・ウィルソン、メジャーリーガー
- 3月26日 - 成河、俳優
- 3月27日 - カカウ、サッカー選手

### 4月
- 4月2日 - ブライアン・バーデン、プロ野球選手
- 4月2日 - マルクス・ヴァンハラ、音楽家
- 4月3日 - デショーン・スティーブンソン、バスケットボール選手
- 4月3日 - ライアン・ドゥーミット、メジャーリーガー
- 4月4日 - フェデリコ・バエス、野球選手
- 4月5日 - 酒井寿、俳優
- 4月5日 - ホルヘ・デラロサ、メジャーリーガー
- 4月5日 - ロバート・アーンショウ、サッカー選手
- 4月7日 - クリス・アルドワン、アコーディオン奏者・歌手
- 4月8日 - テイラー・キッチュ、俳優
- 4月9日 - デニス・サファテ、プロ野球選手
- 4月9日 - モラン・アティアス、女優・モデル
- 4月14日 - ソ・ドヨン、俳優
- 4月19日 - トロイ・ポラマル、アメリカンフットボール選手
- 4月19日 - ヘイデン・クリステンセン、俳優
- 4月21日 - ロニー・ポーリーノ、メジャーリーガー
- 4月22日 - ダニエル・ギタ、キックボクサー
- 4月23日 - ショーン・ヘン、メジャーリーガー
- 4月24日 - 田中マルクス闘莉王、サッカー選手
- 4月24日 - 藤原祐規、声優
- 4月25日 - フェリペ・マッサ、F1ドライバー
- 4月25日 - ショーン・ホワイト、メジャーリーガー
- 4月27日 - キンバリー・ナバーロ、フィギュアスケート選手
- 4月28日 - ジェシカ・アルバ、女優
- 4月28日 - 日ノ西賢一、俳優
- 4月28日 - ヨスラン・エレラ、プロ野球選手
- 4月30日 - ジョン・オシェイ、サッカー選手

### 5月
- 5月1日 - アレクサンドル・フレブ、サッカー選手
- 5月1日 - ウェス・ウェルカー、アメリカンフットボール選手
- 5月1日 - デレク・アサモア、サッカー選手
- 5月1日 - マニー・アコスタ、メジャーリーガー
- 5月1日 - 林英傑、プロ野球選手
- 5月1日 - レスリー・ホーカー、フィギュアスケート選手
- 5月2日 - クリス・カークランド、サッカー選手
- 5月2日 - 佐藤利奈、声優
- 5月2日 - ティアゴ・メンデス、サッカー選手
- 5月3日 - U;Nee、歌手・女優（+ 2007年）
- 5月4日 - 裵英洙、野球選手
- 5月4日 - マシュー・デイヴィス、フィギュアスケート選手
- 5月5日 - クリス・ダンカン、メジャーリーガー
- 5月6日 - ダスティン・ニッパート、プロ野球選手
- 5月8日 - アルフレド・サイモン、メジャーリーガー
- 5月8日 - アンドレア・バルツァッリ、サッカー選手
- 5月8日 - スティーヴン・アメル、俳優
- 5月9日 - ビル・マーフィー、プロ野球選手
- 5月9日 - 横山裕、タレント、歌手、俳優、関ジャニ∞
- 5月10日 - サミュエル・ダレンバート、バスケットボール選手
- 5月10日 - 徐錚、野球選手
- 5月11日 - オルミデ・オイデジ、バスケットボール選手
- 5月11日 - ムヘル・アヴァネシャン、アルペンスキー選手・セーリング選手
- 5月13日 - イ・ジエ、放送人、アナウンサー
- 5月13日 - クリスティアン・ランタ、ミュージシャン、実業家
- 5月13日 - 松丸友紀、テレビ東京アナウンサー
- 5月14日 - シェベシュチェーン・ユーリア、フィギュアスケート選手
- 5月15日 - ジャスティン・モルノー、メジャーリーガー
- 5月15日 - パトリス・エヴラ、サッカー選手
- 5月16日 - セルゲイ・ノビツキー、フィギュアスケート選手
- 5月17日 - シリ・マイモン、歌手
- 5月17日 - フラビア・オッタビアーニ、フィギュアスケート選手
- 5月19日 - ジョルジュ・サンピエール、総合格闘家
- 5月20日 - イケル・カシージャス、サッカー選手
- 5月21日 - ジョシュ・ハミルトン、メジャーリーガー
- 5月22日 - ブライアン・ダニエルソン、プロレスラー
- 5月22日 - メリッサ・グレゴリー、フィギュアスケート選手
- 5月25日 - ダニー・ベタンコート、野球選手
- 5月26日 - アンソニー・アービン、競泳選手
- 5月26日 - ベン・ゾブリスト、メジャーリーガー
- 5月27日 - ヨハン・エルマンデル、サッカー選手
- 5月28日 - ダニエル・カブレラ、メキシカンリーガー
- 5月29日 - アンドレイ・アルシャヴィン、サッカー選手
- 5月29日 - エリサ・アウ、空手選手
- 5月30日 - レジー・ウィリッツ、メジャーリーガー
- 5月31日 - ジェイク・ピービー、メジャーリーガー

### 6月
- 6月1日 - カルロス・ザンブラーノ、メジャーリーガー
- 6月1日 - スマッシュ・パーカー、バスケットボール選手
- 6月5日 - アルレイ・サンチェス、元野球選手
- 6月5日 - カルロス・バレード、競輪選手
- 6月6日 - 宮﨑大輔、ハンドボール選手
- 6月8日 - 野中藍、声優
- 6月9日 - アキラ・レイン、モデル
- 6月9日 - ナタリー・ポートマン、女優
- 6月12日 - アドリアナ・リマ、ファッションモデル
- 6月12日 - グロリア・アゴリアーティ、フィギュアスケート選手
- 6月12日 - リカルド・ナニータ、プロ野球選手
- 6月13日 - クリス・エヴァンス、俳優
- 6月16日 - ジョー・ソーンダース、メジャーリーガー
- 6月18日 - 陳嘉樺、歌手 (S.H.E)
- 6月21日 - ギャレット・ジョーンズ、メジャーリーガー
- 6月21日 - ブランドン・フラワーズ、ミュージシャン（ザ・キラーズ）
- 6月22日 - マティアス・アベル、サッカー選手
- 6月25日 - シモン・アマン、ノルディックスキージャンプ選手
- 6月26日 - 鳥谷敬、プロ野球選手
- 6月26日 - パオロ・カンナヴァーロ、サッカー選手
- 6月28日 - ブランドン・フィリップス、メジャーリーガー
- 6月29日 - ジョー・ジョンソン、バスケットボール選手

### 7月
- 7月1日 - ジョナソン・ハント、フィギュアスケート選手
- 7月3日 - 多田葵、声優
- 7月5日 - ジェシー・クレイン、メジャーリーガー
- 7月6日 - ロマン・シロコフ、サッカー選手
- 7月8日 - アナスタシア・ミスキナ、テニスプレーヤー
- 7月11日 - ブレイン・ボイヤー、メジャーリーガー
- 7月16日 - ザック・ランドルフ、バスケットボール選手
- 7月16日 - ユッカ・コスキネン、ヘヴィメタル・ミュージシャン
- 7月19日 - アンデルソン・ルイス・デ・カルヴァーリョ、サッカー選手
- 7月19日 - 李元熹、韓国の柔道家
- 7月21日 - アナベル・ラングロワ、フィギュアスケート選手
- 7月22日 - エンヘル・チャベス、メジャーリーガー
- 7月23日 - 郭泓志、野球選手
- 7月23日 - ヤクブ・フルシャ、指揮者
- 7月25日 - カイラ・コン（中国語版）、歌手
- 7月25日 - ケビン・クーズマノフ、メジャーリーガー
- 7月25日 - プリンス・デヴィット、プロレスラー
- 7月26日 - マイコン・ダグラス・シセナンド、サッカー選手
- 7月27日 - 星野真里、女優
- 7月28日 - ヴァンサン・レステンクール、フィギュアスケート選手
- 7月28日 - ウィリー・グリーン、バスケットボール選手
- 7月28日 - チョ・インソン、俳優
- 7月28日 - マイケル・キャリック、サッカー選手
- 7月28日 - ヨアンドリ・ウルヘジェス、野球選手
- 7月29日 - フェルナンド・アロンソ、F1ドライバー
- 7月30日 - ニッキー・ヘイデン、MotoGPライダー（+ 2017年）
- 7月31日 - アダム・バス、元プロ野球選手
- 7月31日 - 糸井嘉男、プロ野球選手
- 7月31日 - ブレット・ハーパー、プロ野球選手

### 8月
- 8月2日 - エメリヤーエンコ・アレキサンダー、総合格闘家
- 8月2日 - 朱尉銘、野球選手
- 8月5日 - 柴咲コウ、女優、歌手
- 8月5日 - カール・クロフォード、メジャーリーガー
- 8月6日 - ポート・ディアーナ、フィギュアスケート選手
- 8月8日 - 飯田圭織、元モーニング娘。
- 8月8日 - ロジャー・フェデラー、テニス選手
- 8月9日 - ジャーヴィス・ヘイズ、バスケットボール選手
- 8月10日 - 安倍なつみ、元モーニング娘。
- 8月12日 - ジブリル・シセ、サッカー選手
- 8月13日 - ランディ・メッセンジャー、プロ野球選手
- 8月15日 - ソン・ジヒョ(宋智孝)、女優
- 8月15日 - ブレンダン・ハンセン、競泳選手
- 8月16日 - デビッド・バーグマン、野球選手
- 8月16日 - ロケ・サンタ・クルス、サッカー選手
- 8月18日 - ニコラ・プロスト、レーシングドライバー
- 8月18日 - パット・ミッシュ、プロ野球選手
- 8月22日 - 斎藤工、俳優、映画評論家
- 8月24日 - トム・ブライス、野球選手
- 8月25日 - レイチェル・ビルソン、女優
- 8月26日 - ジャスティン・ペカレック、フィギュアスケート選手
- 8月27日 - パトリック・J・アダムス、俳優
- 8月27日 - マクスウェル・シェレル・カベリーノ・アンドラーデ、サッカー選手
- 8月28日 - ユニエスキ・マヤ、プロ野球選手
- 8月29日 - アリーネ、タレント（ワンダフルガールズ）
- 8月30日 - アダム・ウェインライト、メジャーリーガー
- 8月31日 - スタニスラフ・ザハロフ、フィギュアスケート選手
- 8月31日 - ラモン・ラミレス、メジャーリーガー

### 9月
- 9月1日 - エマ＝ジェーン・ウィルソン、騎手
- 9月4日 - ビヨンセ・ノウルズ、歌手・女優
- 9月6日 - マーク・ティーエン、メジャーリーガー
- 9月10日 - キャメロン・ロー、プロ野球選手
- 9月10日 - フィリッポ・ポッツァート、自転車選手
- 9月10日 - YAMATO、プロレスラー
- 9月11日 - 山本麻里安、声優
- 9月12日 - グレッグ・ニクソン、陸上競技選手
- 9月12日 - サビーナ・ヴォイタラ、フィギュアスケート選手
- 9月12日 - ジェレッド・グズマン、フィギュアスケート選手
- 9月14日 - 安達祐実、女優
- 9月16日 - アレクシス・ブレデル、女優
- 9月16日 - イ・ジヌク、韓国の俳優
- 9月17日 - ケイシー・ジャンセン、メジャーリーガー
- 9月19日 - イ・ジス、韓国の作曲家
- 9月19日 - スコット・ベイカー、メジャーリーガー
- 9月19日 - ダミアーノ・クネゴ、自転車選手
- 9月19日 - 森永真由美、歌手
- 9月22日 - アレクセイ・ラミレス、メジャーリーガー
- 9月22日 - 渋谷すばる、タレント、歌手、俳優
- 9月23日 - ロバート・ドーンボス、レーシングドライバー
- 9月24日 - タニザワトモフミ、シンガーソングライター
- 9月24日 - ドリュー・グッデン、バスケットボール選手
- 9月25日 - 金正哲、金正日の次男
- 9月25日 - リー・ノリス、俳優
- 9月26日 - セリーナ・ウィリアムズ、テニス選手
- 9月27日 - 木高イサミ、プロレスラー
- 9月27日 - ビンス・パーキンス、メジャーリーガー
- 9月28日 - ホセ・カルデロン、バスケットボール選手
- 9月30日 - 河野由佳、声優
- 9月30日 - セシリア・アハーン、小説家

### 10月
- 10月2日 - アンバー・リー・エッティンガー、モデル・女優
- 10月3日 - アンドレーアス・イサクソン、サッカー選手
- 10月3日 - ズラタン・イブラヒモヴィッチ、サッカー選手
- 10月3日 - マット・マートン、プロ野球選手
- 10月5日 ‐ 筒井和也、プロ野球選手
- 10月5日 - ユリア・ラウトワ、フィギュアスケート選手
- 10月6日 - ジョエル・ハンラハン、メジャーリーガー
- 10月6日 - 流石景、漫画家
- 10月7日 - 王楠、野球選手
- 10月8日 - フアン・カルロス・インファンテ、プロ野球選手
- 10月12日 - ショラ・アメオビ、サッカー選手
- 10月14日 - ブーフ・ボンサー、メジャーリーガー
- 10月15日 - 郭晶晶、飛込選手
- 10月15日 - ババカ・カマラ、バスケットボール選手
- 10月16日 - 郭岱琦、プロ野球選手
- 10月17日 - 今井翼（タッキー&翼）
- 10月18日 - デビッド・マーフィー、メジャーリーガー
- 10月19日 - セバスチャン・ボウチャー、メジャーリーガー
- 10月19日 - ヘイキ・コバライネン、F1ドライバー
- 10月21日 - ネマニャ・ヴィディッチ、サッカー選手
- 10月22日 - ソニア・スイ、台湾の女優・モデル
- 10月24日 - キンタロー。、ものまねタレント
- 10月24日 - 田口巧輝、俳優
- 10月25日 - ショーン・ライト＝フィリップス、サッカー選手
- 10月28日 - ネイト・マクラウス、メジャーリーガー
- 10月28日 - ミラン・バロシュ、サッカー選手
- 10月30日 - イアン・スネル、メジャーリーガー
- 10月30日 - イヴァンカ・トランプ、ファッションモデル・実業家
- 10月30日 - 仙台エリ、声優・女優
- 10月30日 - チョン・ジヒョン、ファッションモデル・女優
- 10月31日 - スティーブン・ハンター、バスケットボール選手
- 10月31日 - フランク・アイイアロ（マイ・ケミカル・ロマンス）
- 10月31日 - マイク・ナポリ、メジャーリーガー

### 11月
- 11月2日 - タチアナ・トトミアニナ、フィギュアスケート選手
- 11月3日 - ディエゴ・ロペス・ロドリゲス、サッカー選手
- 11月4日 - 尾野真千子、女優
- 11月5日 - ジャレット・グルーベ、メジャーリーガー
- 11月8日 - ジョー・コール、サッカー選手
- 11月10日 - クリスチーナ・コバラゼ、フィギュアスケート選手
- 11月12日 - アルセニー・マルコフ、フィギュアスケート選手
- 11月15日 - ヴィクトリア・マキシウタ、フィギュアスケート選手
- 11月19日 - 中村繪里子、声優
- 11月19日 - マーカス・バンクス、バスケットボール選手
- 11月20日 - カルロス・ブーザー、バスケットボール選手
- 11月20日 - サム・ファルド、メジャーリーガー
- 11月21日 - 池脇千鶴、女優
- 11月22日 - ソン・ヘギョ、女優、モデル
- 11月22日 - ベン・アダムス、シンガーソングライター
- 11月23日 - エウクリデス・ベタンコート、マイナーリーガー
- 11月25日 - 李ボム浩、野球選手
- 11月25日 - シャビ・アロンソ、サッカー選手
- 11月25日 - ジャレッド・ジェフリーズ、バスケットボール選手
- 11月25日 - マウリシオ・ショーグン、総合格闘家
- 11月26日 - ステファン・アンデルセン、サッカー選手
- 11月27日 - ゴム、歌手
- 11月30日 - リッチ・ハーデン、メジャーリーガー

### 12月
- 12月1日 - マイキー・マーシャル、バスケットボール選手
- 12月2日 - ブリトニー・スピアーズ、歌手
- 12月3日 - ダビド・ビジャ、サッカー選手
- 12月3日 - ヨアニス・アマナティディス、サッカー選手
- 12月4日 - ジェローム・ウィリアムズ、メジャーリーガー
- 12月7日 - 間宮康弘、声優
- 12月10日 - ビクトル・ディアス、プロ野球選手
- 12月11日 - ハビエル・サビオラ、サッカー選手
- 12月12日 - オロフ・モルク、ヘヴィメタル・ミュージシャン
- 12月13日 - 安倍なつき、元AV女優
- 12月13日 - 石元太一、関東連合元リーダー
- 12月13日 - エイミー・リー、歌手（エヴァネッセンス）
- 12月13日 - Hi69、プロレスラー
- 12月14日 - ショーン・マーカム、メジャーリーガー
- 12月15日 - ロマン・パヴリュチェンコ、サッカー選手
- 12月16日 - ナタナエル・マテオ、プロ野球選手
- 12月17日 - ティム・ヴィーゼ、サッカー選手
- 12月18日 - ジェレミー・アッカード、メジャーリーガー
- 12月19日 - おおばあつし、漫画家
- 12月20日 - クリス・ナーブソン、プロ野球選手
- 12月20日 - ジェームズ・シールズ、メジャーリーガー
- 12月25日 - ヴィクトリア・ボルゼンコワ、フィギュアスケート選手
- 12月25日 - ウィリー・タベラス、メジャーリーガー
- 12月26日 - オマー・インファンテ、メジャーリーガー
- 12月27日 - アーマド・アジュテビ、騎手
- 12月27日 - エミリー・デ・レイヴィン、女優
- 12月27日 - デビッド・アーズマ、メジャーリーガー
- 12月28日 - シエナ・ミラー、ファッションモデル・女優・ファッションデザイナー
- 12月31日 - フランシスコ・ガルシア、バスケットボール選手

## ノーベル賞
- 物理学賞 - ニコラス・ブルームバーゲン、アーサー・ショーロー、カイ・シーグバーン
- 化学賞 - 福井謙一、ロアルド・ホフマン
- 生理学・医学賞 - ロジャー・スペリー、デイヴィッド・ヒューベル、トルステン・ウィーセル
- 文学賞 - エリアス・カネッティ
- 平和賞 - 国際連合難民高等弁務官事務所
- 経済学賞 - ジェームズ・トービン